# Episodi di S.W.A.T. (serie televisiva 2017) (quinta stagione)
La quinta stagione della serie televisiva  S.W.A.T. , composta da 22 episodi, è stata trasmessa in prima visione in assoluto negli Stati Uniti d'America sul canale CBS dal 1º ottobre 2021 al 22 maggio 2022.
In Italia la stagione è stata trasmessa in prima visione assoluta su Rai 2 dal 24 settembre al 16 dicembre 2022. Gli episodi 18 e 19, a causa di un errore di programmazione, risultano invertiti. 
| nº | Titolo originale   | Titolo italiano      | Prima TV USA     | Prima TV Italia   |
| -- | ------------------ | -------------------- | ---------------- | ----------------- |
| 1  | Vagabundo          | Lo straniero         | 1º ottobre 2021  | 24 settembre 2022 |
| 2  | Madrugada          | All'alba             | 8 ottobre 2021   | 24 settembre 2022 |
| 3  | 27 David           | 27 David             | 15 ottobre 2021  | 1º ottobre 2022   |
| 4  | Sentinel           | I giustizieri        | 22 ottobre 2021  | 1º ottobre 2022   |
| 5  | West Coast Offense | Touchdown            | 5 novembre 2021  | 8 ottobre 2022    |
| 6  | Crisis Actor       | Fine dei giochi      | 12 novembre 2021 | 8 ottobre 2022    |
| 7  | Keep the Faith     | Fiducia              | 3 dicembre 2021  | 14 ottobre 2022   |
| 8  | Safe House         | Il rifugio           | 10 dicembre 2021 | 14 ottobre 2022   |
| 9  | Survive            | Sopravvivere         | 2 gennaio 2022   | 21 ottobre 2022   |
| 10 | Three Guns         | Armi fantasma        | 9 gennaio 2022   | 21 ottobre 2022   |
| 11 | Old School Cool    | Offline              | 27 febbraio 2022 | 28 ottobre 2022   |
| 12 | Provenance         | Al miglior offerente | 6 marzo 2022     | 28 ottobre 2022   |
| 13 | Short Fuse         | Vendetta esplosiva   | 13 marzo 2022    | 4 novembre 2022   |
| 14 | Albatross          | Adrenalina           | 20 marzo 2022    | 4 novembre 2022   |
| 15 | Donor              | Affari sporchi       | 27 marzo 2022    | 25 novembre 2022  |
| 16 | The Fugitive       | Complotto            | 10 aprile 2022   | 25 novembre 2022  |
| 17 | Cry Foul           | Torri di fuoco       | 17 aprile 2022   | 2 dicembre 2022   |
| 18 | Family             | Tutto in famiglia    | 24 aprile 2022   | 9 dicembre 2022   |
| 19 | Incoming           | In arrivo            | 1º maggio 2022   | 2 dicembre 2022   |
| 20 | Quandary           | Dubbi                | 8 maggio 2022    | 9 dicembre 2022   |
| 21 | Zodiac             | Lo zodiaco           | 15 maggio 2022   | 16 dicembre 2022  |
| 22 | Farewell           | Per sempre           | 22 maggio 2022   | 16 dicembre 2022  |

## Lo straniero
- Titolo originale: Vagabundo
- Diretto da: Billy Gierhart
- Scritto da: Mellori Velasquez

### Trama
All'indomani della sua decisione di parlare alla stampa, Hondo si ritira in una tranquilla cittadina del Messico per rivalutare la sua vita e il suo futuro professionale, solo per ritrovarsi coinvolto con riluttanza nella lotta per la giustizia di una famiglia locale.
- Guest star: Val Dorantes (Delfina), Timothy V. Murphy (Arthur) José-Maria Aguila (Charro), Adolfo Madera (Ramírez), Sofía Sylwin (Paloma), David Arauza (Chief Barrera), Pilar Padilla (Isabel), Luke Cook (A.J.), Ricardo Abarca (Gabriel), Arnoldo Picazzo (Willie), Ricardo Momentey (Pablo).
- Ascolti USA: telespettatori 4 860 000[2]
- Ascolti Italia: telespettatori 932 000 – share 5,10%[3]

## All'alba
- Titolo originale: Madrugada
- Diretto da: Billy Gierhart
- Scritto da: Matthew T. Brown

### Trama
Sempre in Messico, Hondo si allea con un poliziotto locale per una pericolosa missione di salvataggio, solo per ritrovarsi con un bersaglio sulla schiena. Nel frattempo, a Los Angeles, Luca e Chris, appena rientrati dal corso di formazione in Germania, apprendono che Hicks sta pensando di sciogliere definitivamente la squadra (dato che Hondo è irreperibile, Tan sta lavorando con quella di Rocker e Deacon ha passato l'estate ad addestrare le reclute); Street si è ripreso dal trapianto di fegato a cui si era sottoposto per salvare la madre (che sta molto meglio) e ha ottenuto il via libera per tornare sul campo. Lui e Chris si rivedono per la prima volta dal loro bacio di prima dell'estate e lui le assicura che i propri sentimenti per lei non sono cambiati, aggiungendo di non volere più che loro fingano di non provare niente l'uno per l'altra; si scusa per aver interrotto i contatti nell'ultimo mese, ma la guarigione è stata lunga e lei lo ha aiutato nei momenti più difficili. Questa volta è più speranzoso che una relazione tra loro due possa esistere, perché se davvero la squadra 20 verrà sciolta, loro verrebbero separati e quindi non sarebbe più contro le regole. Quella sera, Chris si presenta a casa di Street, dicendo di sapere che tutti gli altri membri della squadra stanno guardando avanti, mentre lei non sa che cosa l'attende; afferma che quando era in Germania, lui è stato l'unica persona con la quale aveva voglia di parlare, e che prima di capire come procedere dovrebbero uscire insieme. Allora lui le promette che non appena avranno le nuove assegnazioni, le chiederà un appuntamento. La mattina seguente, Hicks vuole l'approvazione finale di Deacon per i nuovi incarichi, quest'ultimo poi si reca a comunicarli ai colleghi, ma proprio mentre ne stanno discutendo, entra Hondo, riaccolto con grande gioia dagli altri.
- Guest star: Lou Ferrigno, Jr. (Rocker), Val Dorantes (Delfina), Timothy V. Murphy (Arthur), José-Maria Aguila (Charro), David Arauza (capo polizia locale Barrera), Pilar Padilla (Isabel), Luke Cook (A.J.), Ricardo Abarca (Gabriel), Samantha Cutaran (Susan), Jeff Bowser (Dana), Luis Alberti (Flynn), August Maturo (Terrified Teen).
- Ascolti USA: telespettatori 4 940 000[4]
- Ascolti Italia: telespettatori 1 137 000 – share 6,30%[3]

## 27 David
- Titolo originale: 27 David
- Diretto da: Alex Graves
- Scritto da: Nathan Jackson

### Trama
Quando una banda di rapinatori rapina l'iconica biblioteca del centro di Los Angeles, la squadra scopre che progetti architettonici rubati potrebbero portare a una grave minaccia contro la città. Inoltre, gli agenti devono fare i conti con l'ingresso del nuovo leader Rodrigo Sanchez, veterano di lunga data della polizia di Los Angeles ed ex agente S.W.A.T., già conosciuto da Hondo (che è stato degradato), Deacon e Luca, il quale è convinto che egli abbia in mente qualcosa. Alla fine dell’intervento, Sanchez ammette davanti a loro di essere stato mandato lì per capire le ragioni per cui la squadra è implosa, tra la morte di Erika, lo smascheramento dei poliziotti razzisti e la denuncia di Hondo al Times, e affinché la rimetta in sesto, ma non c'è bisogno perché quel giorno hanno fatto un ottimo lavoro. Al termine dell’episodio Hondo riceve a casa la visita di Luca e di un'amica che lavora all’ufficio della Commissione di Polizia: lei rivela che l’arrivo di Sanchez è una strategia per far dimettere Hondo e che Sanchez ha dichiarato che ci avrebbe messo poco.
- Guest star: Obba Babatundé (Daniel Harrelson, Sr.), David DeSantos (Rodrigo Sanchez), Jeff Torres (Garett), Courtney Dietz (Pipa), Johnny D'Esposito (Brock), Chase Anderson (Dale), Scott Rosendall (Longmire), Conrad Haynes (Tatum), Annie Tedesco (Renee), Loanne Bishop (Annabeth), Eddie Blackwell (Riley), Michelle Haro (Walters).
- Ascolti USA: telespettatori 4 840 000[5]
- Ascolti Italia: telespettatori 877 000 – share 4,90%[6]

## I giustizieri
- Titolo originale: Sentinel
- Diretto da: Cherie Dvorak
- Scritto da: Ryan Keleher

### Trama
Mentre la squadra corre per fermare una violenta banda di rapinatori a mano armata, la ricerca è complicata dai civili che utilizzano un'app di pubblica sicurezza che incoraggia il vigilantismo. Street viene informato da Hicks della morte della madre per overdose, e se la prende con se stesso per averle donato una parte di fegato, dato che si è dimostrato inutile; il Comandante gli consiglia di prendersi del tempo per elaborare il lutto, ma lui preferisce concentrarsi sul lavoro per tenere la mente impegnata. Chris gli dice di ammirarlo per ciò che ha fatto per sua madre; che la spaventava, ma lo ammira, e che se vuole parlare, lei c'è. Sanchez continua ad avere un atteggiamento arrogante nei confronti di Hondo, rifiutando di ascoltare le sue opinioni sulle azioni in campo (a causa di questo, finiranno per arrestare il colpevole sbagliato). Hondo prova a convincere Street a prendersi qualche giorno libero, ma Jim è irritato con lui per averli abbandonati nel momento in cui avevano più bisogno, soprattutto lui che era all'ospedale per farsi operare, replicando che Hondo non può decidere liberamente quando esserci per loro e quando no, se davvero considera la SWAT una famiglia. Successivamente, Hondo si scusa con lui e si chiariscono. Chris comunica all'agente Nora Fowler che Deacon ha acconsentito a modificare il programma di addestramento delle reclute, dopo che Fowler aveva ritirato la propria candidatura in quanto i test sono sbilanciati a sfavore delle donne (le quali sono ad esempio più soggette a infortuni per via della difficoltà delle prove), e l'altra allora, ringraziandola, risponde che lei e altre agenti si sono ricandidate. Più tardi, Chris va a trovare Street nell'appartamento che condivide con Luca per sapere come se la sta cavando dopo la notizia della morte della madre, e lui ammette di provare tristezza, rabbia e rimorso; lei osserva che sono sentimenti normali ma lui replica che non c'era nulla di normale nel proprio rapporto con la madre, aggiungendo di sentirsi sollevato dal suo decesso. Lei rivela di aver provato la stessa cosa quando è morta la propria madre. Lui poi afferma di aver sempre temuto questo giorno perché sapeva che, nel momento in cui Karen fosse morta, lui sarebbe rimasto veramente solo; Chris gli dice che non lo è, ma lui improvvisamente le chiede di andarsene in quanto si è reso conto di non poter più continuare questa mezza relazione tra loro: lui vuole stare con lei, lei ripete che non possono (dato che le storie d'amore tra colleghi sono proibite dal regolamento) e lui afferma che non le chiederebbe mai di compromettersi al lavoro, ma non può continuare ad aspettarla; lei allora se ne va. Sanchez fa rapporto a Hicks perché Hondo ha disobbedito a un suo ordine diretto, e suggerisce a quest'ultimo di mostrare un po' di dignità e lasciare la SWAT di propria iniziativa, oppure gli renderà le cose difficili. 
- Guest star: David DeSantos (Rodrigo Sanchez), Norma Kuhling (Nora Fowler), Cathy Cahlin Ryan (Dr. Wendy), David Rees Snell (Det. Burrows), Oscar Peῆa (Mitch), Kenny Barr (Marc), Michael B. Silver (Vince), Evan Sloan (Deron), Eric Urbiztondo (Danny), Mikal Vega (Russian Mike), Javier Calderon (Jaime), Yeniffer Behrens (Victoria), Natisha Anderson (Glenna), Julianna Mia Behrens (Sammi).
- Ascolti USA: telespettatori 4 700 000[7]
- Ascolti Italia: telespettatori 765 000 – share 4,50%[6]

## Touchdown
- Titolo originale: West Coast Offense
- Diretto da: Stephanie Marquardt
- Scritto da: Kent Rotherham

### Trama
Quando la squadra risponde a una chiamata di invasione domestica rivelatasi falsa, scopre un complotto omicida ai danni di un famoso quarterback di football professionista. Sul campo, Hondo va contro Sanchez per la seconda volta, e quest'ultimo lo avverte che se avverrà di nuovo verrà convocato in un'udienza disciplinare. Inoltre, Deacon si offre di aiutare Hicks a riesaminare il caso irrisolto della morte di una ragazza non identificata che il Comandante aveva seguito venti anni prima, trovando una pista tanto attesa che li porta finalmente a risolverlo.
- Guest star: David DeSantos (Rodrigo Sanchez), Quincy Chad (Nichols), Shelli Boone (Carolyn), Joel Johnstone (Wolf), Jock McKissic (Wagner), Liam Johnson (Greer), Phillip Brandon (Dips), Amy Benedict (Gail), Nandini Bapat (assistente Manager).
- Ascolti USA: telespettatori 4 930 000[8]
- Ascolti Italia: telespettatori 657 000 – share 3,20%[9]

## Fine dei giochi
- Titolo originale: Crisis Actor
- Diretto da: Cherie Dvorak
- Scritto da: Sarah Alderson

### Trama
Tre uomini armati fanno irruzione nello studio di un controverso telegiornale via cavo che promuove teorie del complotto e prendono ostaggi, minacciando di fare una strage in diretta tv; la squadra interviene per evitare che la situazione degeneri. Inoltre, Chris supporta Street mentre si prepara per il funerale di sua madre, sebbene inizialmente non sia nemmeno sicuro di organizzarlo, e a sorpresa i membri della squadra si uniscono a lui. Deacon, Hondo e Luca stanno ancora cercando un modo per liberarsi di Sanchez: prima gli fanno capire che niente potrà costringere Hondo ad andarsene dalla SWAT, poi infine lo convincono ad accettare un lavoro nella sicurezza privata, più remunerativo e allettante. Hicks annuncia la partenza di Sanchez e il reintegro di Hondo in qualità di leader della squadra - 20.
- Guest star: David DeSantos (Rodrigo Sanchez), Rochelle Aytes (Nichelle), Teddy Sears (Tripp), Ellie Araiza (Andrea), Fizaa Dosani (Jules), Ashley Wood (Elle), Joseph Lyle Taylor (Jeffrey), Kristofer Gordon (Sam), Joshua Dov (Arnold), Joshua Bitton (Robert), Caitlin Duffy (receptionist), Randall J. Bacon (guardia di sicurezza).
- Ascolti USA: telespettatori 4 840 000[10]
- Ascolti Italia: telespettatori 660 000 – share 3,60%[9]

## Fiducia
- Titolo originale: Keep the Faith
- Diretto da: John Showalter
- Scritto da: J. Stone Alston

### Trama
Con Hondo tornato come leader, la squadra viene presto trascinata in un caso pericoloso che coinvolge una grande scorta di denaro e la mafia russa, quando James, un ragazzo senzatetto, e due suoi amici derubano un negozio utilizzato per riciclare soldi sporchi. Inoltre, Daniel Sr. racconta a Hondo un periodo doloroso del proprio passato, e gli presenta Hank Saint - John, che si fa chiamare Saint, un suo vecchio amico che aiuta gli immigrati nella comunità. Alla Centrale, gli agenti fanno una sorpresa a Chris per il suo compleanno; Street le regala due biglietti, validi un anno, per lezioni di lancio col paracadute. Dopo una romantica cena in un ristorante, Tan e la moglie Bonnie si imbattono in una ragazza che sta venendo infastidita da un ragazzo sul pianerottolo; Tan gli mostra il distintivo e lo allontana, poi è sorpreso nel constatare che anche la vicina ha origini cinesi, e soprattutto parla cantonese come lui. Bonnie percepisce la loro complicità e si sente esclusa, mentre Tan pensa che sia gelosa. Alla fine dell'episodio, lui le chiede spiegazioni sul suo atteggiamento e lei spiega che non si trattava di gelosia, bensì del fatto che a volte si domanda se lui non stesse meglio con una compagna che abbia la sua stessa provenienza, che capisca e conosca la sua cultura e le sue tradizioni, ma lui la rassicura dicendo di aver scelto lei e di non essere pentito.
- Guest star: Obba Babatundé (Daniel Harrelson, Sr.), Karissa Lee Staples (Bonnie), Carl Lumbly (Saint), Ungela Brockman (Ivy), Trisha Molina (Joy), Erin Croom (Fabi), Tyler Lofton (Manny), Shane Liburd (James), Aleksandar Filimonovic (Gorov), Cinda Adams (Miriam), Danny Garcia (Leo), Hays McEachern (Carl), Katie Marshall (Nurse Penelope), Noelle Bellinghausen (agente Duarte), Rico E. Anderson (Daniel da giovane).
- Ascolti USA: telespettatori 5 330 000[11]
- Ascolti Italia: telespettatori 657 000 – share 3,20%[12]

## Il rifugio
- Titolo originale: Safe House
- Diretto da: Alex Russell
- Scritto da: Mellori Velasquez

### Trama
La squadra deve occuparsi di una sparatoria avvenuta in un negozio di liquori. Riesce a liberare il proprietario, ma scoprono che una ragazza, entrata lì per nascondersi, è stata rapita. Essendo lei senza documenti, non hanno modo di identificarla, perciò formano un'improbabile alleanza con il vicino di casa di Luca, Marcos, per riportarla a casa; quest'ultimo fa loro conoscere Mama Pina, una donna che gestisce una casa - rifugio per ragazze immigrate che scappano da situazioni di violenza e oppressione nei loro Paesi di origine e cercano una vita migliore. Chris si lascia coinvolgere molto dal caso, tanto da scontrarsi con Deacon sulla reale efficacia delle azioni della donna (infatti il collega ritiene che esse facciano alle ragazze più male che bene, poiché le espongono comunque a pericoli). Intanto, Nichelle ha ufficialmente conosciuto la madre di Hondo, che comincia a chiederle insistentemente se vorrà avere dei figli, e lei si sente a disagio, ma alla fine dell'episodio confida a Hondo che diventare madre è un desiderio che aveva da prima di incontrarlo e che l'agenzia di adozioni che aveva contattato le ha comunicato che c'è un'adolescente incinta che ha deciso di dare a lei il nascituro, quindi Hondo le esprime il proprio sostegno.
- Guest star: Debbie Allen (Charice), Rochelle Aytes (Nichelle), Isa Garcia (Jenni), Steve Louis Villegas (Marcos), Terry Hoyos (Mama Pina), Hector Duran (Javier), Victor Manso (Ignacio), Abe Khalil (Ali), Gabriella Martinez (Vera), Lombardo Boyar (Det. Rios), John Lowell (agente Ice).
- Ascolti USA: telespettatori 4 980 000[13]
- Ascolti Italia: telespettatori 660 000 – share 3,60%[12]

## Sopravvivere
- Titolo originale: Survive
- Diretto da: Billy Gierhart
- Scritto da: Michael Gemballa

### Trama
Deacon ha un nuovo incarico dalla propria agenzia di sicurezza privata: deve scortare un ricco uomo d'affari a Las Vegas, e Chris si offre di accompagnarlo malgrado i loro recenti contrasti riguardo alla casa rifugio di Mama Pina. La missione si trasforma in una lotta per la sopravvivenza quando tutti e tre cadono in un'imboscata e vengono attaccati da sicari del cartello della droga messicano "Corrido" intenzionati a rapire il cliente (che rivela di essere il loro contabile e di voler raggiungere Las Vegas per distaccarsene e fuggire dal Paese insieme alla moglie e al figlio). In cerca di protezione, quest'ultimo, Chris e Deacon si nascondono in una città fantasma in mezzo al deserto e fronteggiano un secondo gruppo di sicari. Chris spiega a Deacon di essersi offerta di accompagnarlo perché le servono soldi per aiutare Mama Pina e per sdebitarsi simbolicamente con la propria zia, che ha vissuto una situazione simile a quelle delle ragazze del rifugio. Fortunatamente Hondo è preoccupato non avendo notizie dei colleghi da un po' e insieme a Tan e Street si mobilita per rintracciarli. Chris viene catturata dai membri del cartello, che minacciano di ucciderla se Miguel (il cliente) non si consegnerà; Deacon tenta di dissuaderlo, ma lui è deciso. All'ultimo momento, arriva l'elicottero con a bordo Hondo, Tan e Street che eliminano gli uomini e salvano i colleghi, Miguel e un agente della Polizia Stradale della California che era stato mandato a controllare una segnalazione alla posizione degli agenti dispersi ed era stato ferito dai sicari. Prima di salire sull'elicottero che li riporta a casa, Deacon si chiarisce con Chris dicendo che l'ammira per aver deciso di aiutare la casa rifugio.
- Guest star: Benito Martinez (Miguel), Tiago Roberts (Fontes), Philip Anthony-Rodriguez (Rafa), Neiko Neal (agente Balfour).
- Ascolti USA: telespettatori 3 770 000[14]
- Ascolti Italia: telespettatori 898 000 – share 4,50%[15]

## Armi fantasma
- Titolo originale: Three Guns
- Diretto da: Guy Ferland
- Scritto da: Melissa Park

### Trama
Il team SWAT collabora con la DEA in un'operazione che dovrebbe fermare definitivamente le attività del cartello messicano "Corrido". Il carico che giunge a destinazione, però, non contiene droga, bensì lanciarazzi portatili, prototipi che non esistono ancora sul mercato americano, implementati da una nuova tecnologia che consente loro di attraversare, ad esempio, carri armati e armature protettive. Con l'aiuto di un agente del Dipartimento di Sicurezza Interna, cercano di individuare gli altri due lanciarazzi rubati e di impedire l'abbattimento di un aereo. Inoltre, Tan viene colpito dal ferimento sul campo di un'agente della DEA poiché in ospedale viene a sapere che aspetta un bambino, e questo gli fa pensare alla propria situazione, confidando a Chris che la moglie Bonnie la settimana precedente aveva scoperto di essere incinta ma poi qualche giorno prima ha avuto un aborto spontaneo, e si è presa un permesso dal lavoro per elaborare il lutto. Chris offre supporto al collega e gli consiglia di stare accanto a Bonnie. Hondo assiste all'arresto di un veterano senzatetto con disturbi mentali davanti all'officina di Leroy, e ciò fa nascere in lui un'idea per una nuova iniziativa della Polizia nella zona di South L.A.: chiede infatti a Hicks di intercedere ai piani alti per istituire un programma di attivisti volontari che rispondano alle chiamate per disturbi psicotici, in modo che non debbano farlo le forze dell'ordine e così da non spaventare quelli che chiamano (per i quali spesso gli agenti rappresentano una minaccia). Propone a Leroy di partecipare, ma lui è riluttante in quanto crede che non cambierebbe niente; alla fine dell'episodio, tuttavia, va ad assistere alla presentazione dell'iniziativa tenuta da Hondo presso il centro sociale di Nichelle, indicando di aver accettato. Luca sospetta che la madre di Kelly, la sua allieva, voglia uscire con lui, dopo aver ricevuto un suo messaggio in cui gli chiede un appuntamento; si scoprirà che a scriverlo è stata proprio Kelly, la quale teme che un giorno Luca possa crearsi una propria famiglia e quindi non avrà più bisogno di lei, ma lui la rassicura dicendo che ci sarà sempre. 
- Nota. In questo episodio ricompare la figlia del membro del cast Kenny Johnson nel ruolo di Kelly.
- Guest star: Michael Beach (Leroy), Angelica Scarlet Johnson (Kelly), Jayda Aslan (Tuana), Alex Alcheh (Jason), John Griffin (Byron), Juan Monsalvez (Ricardo), Leith Burke (agente DHS Gunther), Enuka Okuma (agente DEA Lyons), Jiya Simon (poliziotto #1), Brian DeRozan (poliziotto #2), Arthur Richardson (Dave), Gilli Messer (Mari), Joe Bagtas (Cortejo).
- Ascolti USA: telespettatori 3 730 000[16]
- Ascolti Italia: telespettatori 761 000 – share 4,20%[15]

## Offline
- Titolo originale: Old School Cool
- Diretto da: Paul Bernard
- Scritto da: Amelia Sims

### Trama
Un hacker riesce a entrare nella rete della Polizia di Los Angeles per vendere informazioni riservate, perciò la squadra deve servirsi dei metodi tradizionali e tenere al sicuro gli agenti sotto copertura, mentre grazie all'aiuto di un ottimo informatico danno la caccia al responsabile, che usa il nickname "ShadowBoxx". Inoltre, nella prigione dove gestisce un gruppo di preghiera, Deacon viene avvicinato da un detenuto, Eduardo Ortiz, il quale afferma di essere stato arrestato proprio da lui sei anni prima, ma insiste nel proclamarsi innocente e gli chiede di revisionare il suo caso, di cui Deacon parla a Hondo. Una giovane recluta, Alexis Cabrera, subisce un atto di nonnismo da parte di colleghi uomini e Chris le offre il proprio sostegno, dato che sa cosa significa essere una donna nella SWAT, ma lei minimizza l'accaduto definendolo uno scherzo, anche se successivamente si scusa per averle risposto male e la ringrazia. Chris condivide con Street e Tan di essere stata presa di mira anche lei quando era agli inizi, e che cercava di non pensarci concentrandosi sul battere un nuovo record; la rivelazione fa tornare in mente a Street di aver commesso un gesto simile nei confronti di una recluta, ai tempi di Long Beach, si rende conto di essersi comportato da sciocco e decide di rintracciarla per scusarsi. Viene a sapere che la ragazza in questione ha lasciato la Polizia e ha aperto un negozio di surf, quindi alla sera vi si reca: lei lo riconosce, lui si scusa spiegando di essere maturato negli ultimi anni e che oggi non lo rifarebbe, ma non pretende che lei lo perdoni, e che dopo aver saputo che lei aveva lasciato, si è domandato se il motivo non sia stato quello che lui le aveva fatto. Lei accetta le scuse dicendogli che le fa piacere che lui riconosca di essere migliorato e aggiungendo che la ragione riguardava non solo quell'accaduto bensì tutto l'insieme. La mattina seguente, Street racconta a Chris l'incontro e lei osserva che ha fatto la scelta giusta andando a parlare con la ex recluta.
- Ascolti USA: telespettatori 3 830 000[17]
- Ascolti Italia: telespettatori 648 000 – share 3,10%[18]

## Al miglior offerente
- Titolo originale: Provenance
- Diretto da: Billy Gierhart
- Scritto da: Imogen Browder

### Trama
Winnie, la sorella di Hondo, è orgogliosa di mostrare al padre il proprio nuovo impiego, ma le cose non vanno per il verso giusto. Nella casa d'aste in centro città in cui lavora, quattro rapinatori a mano armata fanno irruzione per, apparentemente, rubare dei dipinti, e prendono i dipendenti in ostaggio. Hondo, dato il suo coinvolgimento personale, cede il comando a Deacon, e rassicura il padre sul fatto che riuscirà a salvarla. Dall'interno, Winnie cerca un modo di fornire alla Polizia appostata fuori indicazioni sul numero e la posizione degli ostaggi, mentre si occupa di una guardia che è stata ferita e della sua assistente Julia, che soffre di attacchi di panico. Tuttavia, si scoprirà che quest'ultima è in realtà la mandante del colpo (ha assunto lei i rapinatori) e che ha agito per vendicarsi della galleria d'arte che, durante la Seconda Guerra Mondiale, aveva trafugato i dipinti di sua nonna offrendoli alla casa d'aste da esporre; ha inoltre progettato di rubare una preziosa collana di cento diamanti del valore complessivo di dieci milioni di dollari, sostituendola con una falsa per non far accorgere nessuno del furto, ma fortunatamente Winnie e gli agenti la fermano prima che possa fuggire, arrestandola. Hondo riporta così la sorella dal padre, che si scusa per il proprio comportamento della mattina, e a cena dice ai figli di essere fiero di entrambi.
- Guest star: Obba Babatundé (Daniel Harrelson, Sr.), April Parker Jones (Winnie), Otis "Odie" Gallop (sergente Stevens), Tobias Jelinek (Noah), Blake Webb (Sam), Ashley Dulaney (Grace), Curtis Nelson II (Mac), Emmie Nagata (Julia), Michael James Bell (Otto), Catherine Kresge (detective Olivia), Ray Campbell (Ward), Peter Holder (guardia Clark).
- Ascolti USA: telespettatori 4 000 000[19]
- Ascolti Italia: telespettatori 581 000 – share 3,10%[18]

## Vendetta esplosiva
- Titolo originale: Short Fuse
- Diretto da: Guy Ferland
- Scritto da: Kent Rotherham

### Trama
All'inizio dell'episodio, Nichelle e Hondo istruiscono un gruppo di civili volontari sul programma delle risposte alle chiamate per disturbi psicotici, e anche Luca offre consigli. Un detenuto, malato terminale, evade da un ospedale dove aveva finto un ictus per essere ricoverato, con l'aiuto di un complice, determinato a regolare i conti prima di morire. La SWAT deve allearsi con un rivale di lunga data di Hicks (l'agente Ray Kaminsky dell'ATF, esperto di esplosivi) per proteggere gli obiettivi del fuggitivo. Sarà Luca a spiegare a Tan il motivo dell'astio tra i due: all'epoca, Kaminsky frequentava Barbara, la moglie di Hicks, ed è così che il Comandante l'aveva conosciuta; anni dopo, lei e Hicks, sposati, stavano passando un brutto momento e Ray si era riavvicinato a lei, senza andare mai oltre; egli si era convinto che sarebbero scappati insieme, ma lei era rimasta con il marito. Alla veglia prima del funerale, Hicks e Kaminsky sono quasi venuti alle mani perché il primo non aveva mai perdonato al secondo l'intromissione nel matrimonio. Dopo che il Comandante lo salva da una bomba sotto il sedile della sua auto, entrambi si scusano a vicenda per le proprie affermazioni, facendo intuire di essere pronti a voltare pagina. Street sta aiutando Chris alla casa rifugio di Mama Pina, e le propone un hamburger per cena; lei prima accetta, ma poi è costretta ad annullare per presentarsi all'udienza dell'immigrazione di una delle ragazze ospiti, la quale rischia di essere rimpatriata a meno che non racconti la verità su ciò che ha dovuto subire a El Salvador; Chris le dà supporto e alla fine ci sono buone probabilità che le venga concesso il diritto di asilo negli Stati Uniti. Inoltre, Nichelle affronta un evento che le cambia la vita e che influenza la sua relazione con Hondo, dopo essere stata informata che la ragazza che avrebbe dovuto affidarle il proprio bambino ha invece deciso di tenerlo; alla fine dell'episodio, la donna comunica a Hondo di aver tolto il proprio nome dalla lista dell'agenzia di adozioni in quanto crede di non essere tagliata per essere madre e non vuole più sperimentare un dolore del genere, ma lui la rassicura e aggiunge di aver pensato molto a loro due ultimamente, proponendole di provare ad avere un figlio insieme, in modo naturale, perché desidera creare una famiglia con lei, e lei accetta entusiasta.
- Guest star: Rochelle Aytes (Nichelle), Michael McGrady (agente Phil Kaminski), Terri Hoyos (Mama Pina), Michael McGlone (Baratta), Beth Fraser (giudice Grant), Josie Nivar (Marta), Chris Boudreaux (Russo), Sorika Wolf (Dr. Reed), John O'Brien (Weber), Tarina Pouncy (Debra), Alveraz Ricardez (Cesar), Jennifer Christopher (Tori), Josh Archer (vice sceriffo Lee), Yuri Brown (Mrs. Wilson), Angela Landis (segretaria), Maggie E. Anderson (Paige), Tom Virtue (chirurgo).
- Ascolti USA: telespettatori 4 150 000[20]
- Ascolti Italia: telespettatori 641 000 – share 3,10%[21]

## Adrenalina
- Titolo originale: Albatross
- Diretto da: John Terlesky
- Scritto da: Michael Gemballa

### Trama
Nel corso dell'arresto di una banda di pericolosi criminali sospettati di rapina, Tan è scioccato nello scoprire che una di loro è Ally Donovan, la sua informatrice alla Buoncostume (con la quale ha lavorato a diverse missioni sotto copertura) che è stata anche la sua ragazza per un po', finché lui non si è reso conto di essersi avvicinato troppo ed è sparito senza dire una parola; si sono incrociati di nuovo quattro anni fa, e quella volta era stata Ally ad abbandonarlo, per ripicca. Tan ha sempre sperato che lei cambiasse vita rimettendosi in carreggiata, ma mentre si trovano a collaborare (lei stringe un accordo in base al quale darà loro informazioni ma in cambio non andrà in prigione) per arrestare il maggiore trafficante di oppiacei sintetici di tutta la California del Sud, conosciuto come "Il Re", lui si rende conto che lei non è cambiata, è ancora impulsiva e ama ancora il rischio. A un certo punto, Hondo rimprovera Tan per essere stato imprudente, perciò quest'ultimo è costretto a rivelare i propri trascorsi con lei; Hondo gli fa notare che anche dopo tutti questi anni, Ally riesce ancora a manipolarlo, ma lui afferma di fidarsi di lei. Più tardi, loro tre vanno sotto copertura fingendosi spacciatori per incontrare faccia a faccia il capo, ma viene fuori che l'identità che Hondo ha preso in prestito è quella di un uomo che lo ha truffato, di conseguenza il capo e i suoi soci diventano sospettosi e chiedono a Ally come prova di lealtà uccidere gli altri due; lei coglie l'occasione per sparare al trafficante, Hondo e Tan arrestano gli altri, con il supporto di Deacon e Nora Fowler che li stavano sorvegliando da lontano per intervenire in caso di necessità. Alla fine, Ally dice a Tan di non essere sicura di poter essere ancora una buona informatrice, dato che si spargerà la voce che collabora con le forze dell'ordine, lui replica che forse è il momento di cambiare vita e diventare una cittadina onesta, ma lei ribatte che non è qualcosa per lei, e si salutano. Inoltre, Hicks deve svolgere una valutazione psicologica con la dottoressa Hughes (ogni cinque anni) e, sebbene all'inizio provi a temporeggiare e a inventare scuse per evitarla, poi accetta e si apre sulle difficoltà del lavoro e sulla morte della moglie. La psicologa gli fa notare come lui non si sia mai preso un giorno di assenza, consigliandogli di fare una vacanza anche per elaborare il lutto della perdita di Barbara; alla fine, comunque, lo fa rientrare al lavoro. A sostituire Hicks viene designato Luca, che malgrado in precedenza avesse messo in chiaro di non volere un posto di leadership, si dimostra in grado di prendere decisioni difficili. Annie, la moglie di Deacon, si offre di aiutarlo a revisionare il caso Ortiz, riuscendo a rintracciare una donna che è in grado di confermare l'alibi per la sera dell'omicidio a lui addossato.
- Guest star: Cathy Cahlin Ryan (dott. Wendy Hughes), Norma Kuhling (Fowler), Bre Blair (Annie), David Rees Nell (Det. Burrows), Brooke Nevin (Ally), Brian Krause (Josip), Fiona Rene (Kim), Jordan Wiseley (Marko), Kamy D. Bruder (Neven), Barry Brewer (Miles), Justin Cuomo (Jackson).
- Ascolti USA: telespettatori 3 940 000[22]
- Ascolti Italia: telespettatori 557 000 – share 3,00%[21]

## Affari sporchi
- Titolo originale: Donor
- Diretto da: Lina Esco
- Scritto da: Ryan Keleher

### Trama
Quando i dipendenti di un ospedale vengono presi di mira da un uomo armato, la squadra SWAT corre alla ricerca di un padre in lutto al cui figlio, poi morto, era stato negato un trapianto di rene dalla Commissione Ospedaliera; tra i feriti c'è anche il cappellano della struttura, che Street conosce poiché durante la degenza dopo l'intervento al fegato (nell'estate tra la fine della quarta e l'inizio della quinta stagione) gli ha dato conforto e tenuto compagnia, pur non essendo Street religioso. Inoltre, Hondo cerca prove per riuscire a incastrare Saint, venendo a sapere che Raymont Harris, ora laureato alla UCLA, è in procinto di entrare in affari con lui, aprendo un mercato - contadino mobile per far arrivare prodotti freschi in aree disagiate di South Los Angeles. Deacon e Luca comunicano alle reclute che nel programma di addestramento è stato reinserito il talent show in cui ciascuno di loro dovrà esibirsi davanti agli altri; Cabrera afferma di non voler partecipare per paura del palcoscenico, Luca la sprona e successivamente lei cambia idea. Deacon ha anche uno screzio con la moglie Annie dopo che quest'ultima si dimentica di passare a prendere la figlia Layla a scuola perché sempre concentrata sul caso Ortiz, e lui alla fine si scusa e la rassicura dicendo che inizierà a fare la propria parte in casa, offrendosi di aiutarla a rivedere i documenti. 
- Note. Questo episodio rappresenta l'esordio alla regia, nella serie, dell'attrice Lina Esco, interprete di Chris Alonso.
- Guest star: Otis "Odie" Gallop (sergente Stevens), Lombardo Boyar (detective Rios), Brigitte Kali Canales (Cabrera), Conrad Haynes (Tatum), Bre Blair (Annie), Aaron Bledsoe (Raymont Harris), Nicholas Duvernay (Jaylon), Troy Ian Hall (Knox), Andrew Patrick Ralston (Chaplain Adams), Sachie Alessio (infermiera Chung), Derek Yates (infermiera Robinson), Kathe Mazur (dottore Michaels), Tijuana Ricks (Paula), Jesse Rath (Kahn), Bechir Sylvain (Fred), Rafiq Batcha (dottore Floyd), Trisha Beharie (infermiera Shelby).
- Ascolti USA: telespettatori 3 670 000[24]
- Ascolti Italia: telespettatori 991 000 – share 4,80%[25]

## Complotto
- Titolo originale: The Fugitive
- Diretto da: Billy Gierhart
- Scritto da: Matthew T. Brown

### Trama
Quando il filmato di una body cam lasciato in una stazione di notizie locale, e poi diffuso in rete, sembra mostrare Hondo che giustizia due agenti di polizia, quest'ultimo è costretto a darsi alla fuga, dato che quasi l'intero Dipartimento lo crede un assassino, mentre la squadra lavora per riabilitare il suo nome. Grazie a un contatto di Street, una esperta di cybercrimini, si scopre subito che il video è stato realizzato con la tecnologia deepfake e che nel suo cellulare è stato inserito uno spyware, quindi il leader inizia a interrogarsi su chi potrebbe volerlo danneggiare. La risposta si rivela essere Arthur Novak, uscito di prigione in anticipo grazie alle proprie conoscenze, che desidera vendicarsi di Hondo per avergli ucciso il figlio (nella première di stagione in Messico) e vuole che soffra come ha sofferto lui (infatti preparerà una trappola per il resto della squadra, che riescono fortunatamente a evitare all'ultimo momento). Alla fine Novak verrà nuovamente arrestato e i due agenti che aveva rapito salvati. Hondo viene reintegrato, riabbraccia Nichelle e ringrazia i colleghi per avergli coperto le spalle rischiando le carriere, e per non aver mai messo in dubbio la sua innocenza, scusandosi per non aver raccontato prima del Messico. L'episodio si conclude con la squadra - 20 che posa per una foto per il sito web del LAPD. 
- Note. Questo è l'episodio numero 100 della serie.
- Guest star: Rochelle Aytes (Nichelle), Timothy V. Murphy (Novak), Dee Rogers (Charlie), Gary B. Curtis (Duffy), Massi Furlan (Kulpa), Sahana Srinivasan (Elyse), Eric Aude (agente LAPD), Janab Kareem (fotografo LAPD).
- Ascolti USA: telespettatori 3 950 000[26]
- Ascolti Italia: telespettatori 949 000 – share 5,30%[25]

## Torri di fuoco
- Titolo originale: Cry foul
- Diretto da: Oz Scott
- Scritto da: Amelia Sims

### Trama
In tutta Los Angeles esplodono delle torri petrolifere di tre di compagnie diverse in zone diverse. La SWAT identifica un gruppo di ragazzi, i quali però si rivelano estranei ai fatti, dichiarando che si trovavano nei pressi delle torri in quanto stanno girando un documentario per mostrare la pericolosità di tali strutture e delle trivellazioni affinché vengano fermate; inoltre forniscono agli agenti i nomi di alcuni uomini che avevano partecipato ai loro ritrovi sostenendo la necessità di un approccio più aggressivo, guidati da un certo Jacob Lambert, che ha perso il migliore amico due mesi prima a causa di una leucemia provocata dagli scarti dei pozzi vicino alla sua abitazione e che quindi sta agendo per vendetta. La SWAT intuisce che il prossimo obiettivo è il CEO di un'altra importante compagnia petrolifera; Deacon disattiva una bomba che gli uomini avevano assemblato, mentre Hondo riesce a sparare a Lambert. Nel corso dell'episodio, la recluta Zoe Powell viene richiamata da Hicks per aver agito impulsivamente ed essere arrogante, e Street si confronta con Luca e Deacon su come farle cambiare atteggiamento, ammettendo di riconoscere in lei se stesso all'inizio della propria carriera nella SWAT; alla fine le racconta di quanto fosse ribelle, tanto da essere stato cacciato da Hondo, ma di aver poi imparato a fidarsi della squadra, e le consiglia di provare a fare lo stesso. Deacon e la moglie Annie stanno sempre riesaminando il caso Ortiz, e giungono a una svolta dopo che Annie scopre che la vittima, Maria Lozano, aveva una relazione clandestina con un collega di nome Scott la cui ex moglie Cora aveva chiesto, al tempo, un'ordinanza restrittiva. Annie si reca a parlarle: la donna spiega che l'ex marito aveva un brutto carattere ma dice di aver conosciuto Maria solo superficialmente. Quando Annie comincia a rivolgerle domande sull'omicidio, lei svia la conversazione lasciandosi però sfuggire che il corpo di Maria è stato rinvenuto nella dispensa della sua casa, dettaglio che la Polizia non ha mai reso pubblico e che quindi solo il vero assassino può sapere; Annie la incalza, ma la donna pone fine al dialogo bruscamente. Allora Annie chiama Deacon informandolo che l'autrice del delitto è Cora e lui lo comunica al Detective Burrows, il quale però li avverte che sarà comunque difficile riaprire il caso e scarcerare Ortiz. Deacon loda la moglie per l'impegno messo nel caso e la incoraggia a ricontattare i suoi professori della Facoltà di Legge per riprendere gli studi.
- Guest star: David Rees Snell (John Burrows), Norma Kuhling (Nora Fowler), Bre Blair (Annie Kay), Anna Enger Ritch (Zoe Powell), Conrad Haynes (Tatum), Jero Medina (Eduardo Ortiz), Kimleigh Smith (Paula), Shane Conrad (Capitano Jackson), Sophina Brown (consigliera Gokey), Michael Johnston (Peter Watson), Alicia Ziegler (Cora), Ethan Flower (Allen Finley), Matthew Alan (Jacob Lambert).
- Ascolti USA: telespettatori 4 040 000[27]
- Ascolti Italia: telespettatori 727 000 – share 3,40%[28]

## Tutto in famiglia
- Titolo originale: Family
- Diretto da: Alrick Riley
- Scritto da: Mia Fichman

### Trama
Dopo che Hicks assiste all'assassinio mirato di un suo amico di lunga data, un eminente giudice, in un parcheggio sotterraneo, la squadra inizia a indagare per individuare il colpevole, pensando subito che possa essere qualcuno connesso al processo contro una perdita di fertilizzante penetrato nelle falde acquifere di una cittadina causando un aumento dei tumori, dichiarato nullo dallo stesso giudice. A breve distanza di tempo, però, avviene un'altra sparatoria e la vittima, un assistente sociale, questa volta si salva e viene portata in ospedale. Deacon si reca a parlargli, e l'uomo afferma che a sparare è stata una donna che guidava un'auto simile a quella sulla quale è fuggito l'assassino del giudice e che indossava una catenina d'oro con un pendente a forma di lettera "V", perciò deve essere la stessa persona. La targa parziale li conduce alla casa di un certo Mac Griffiths, la cui moglie Virginia si è tolta la vita un mese prima dopo aver lottato con la depressione. Griffiths dice agli agenti che la macchina della moglie ora l'ha presa la sorella Naomi, che porta la catenina con la "V": è stata lei a sparare perché voleva vendicarsi di chi aveva fatto soffrire lei e la sorella inserendole nel circuito dell'affidamento. Inoltre, ha intenzione di eliminare anche i primi genitori affidatari in quanto il patrigno aveva stuprato e messo incinta Virginia quando aveva appena 15 anni, e rintracciare gli attuali genitori della bambina oggi undicenne, Jaime, per riprendersela. La SWAT scopre che i primi affidatari sono stati le prime vittime di Naomi, e che Jaime vive con una coppia di nome Richard e Julia Miller. La ragazza arriva prima, spara al marito e prende la ragazzina per poi fuggire in auto; la SWAT parte all'inseguimento, finché la macchina non si ferma sul bordo di un burrone. Gli agenti provano a farla ragionare ma Naomi, sparando, sembra decisa a gettarsi nel vuoto con Jaime; alla fine acconsente che loro salvino la ragazzina, Luca le parla dell'amore che sicuramente ha per la sorella, la quale non vorrebbe vederla compiere un tale gesto, e Naomi si arrende mentre la macchina cade capovolgendosi per diversi metri. Jamie tornerà a stare con i Miller e Richard é sopravvissuto, e Hicks si reca dalla moglie dell'amico giudice per comunicarle che la responsabile è stata presa. Parlano dei vecchi tempi e di come si può superare il dolore per un lutto, Hicks ammette che non esiste un modo facile ma lui ci sarà se lei avrà bisogno di qualunque cosa. Hondo viene informato che il padre ha saltato tutti gli appuntamenti con l'agente immobiliare che gli aveva fissato, e la sera a casa, Daniel Sr. gli rivela che il motivo è che andrà a stare con la madre di Hondo, infatti hanno deciso di riprovarci. Terry, il fratello di Luca, viene arrestato per furto con scasso, commissionatagli dalla sua nuova ragazza April, che gli ha chiesto di prendere alcune cose che le servivano dall'appartamento del suo ex violento. Luca la convoca per vederci chiaro e lei afferma di non aver chiesto niente a Terry, che ha fatto tutto da solo; quest'ultimo si arrabbia con il fratello per essersi nuovamente intromesso nella sua vita, anche se Luca tenta di fargli capire che April porta solo guai. Alla fine dell'episodio, Terry va da lui per ringraziarlo di aver chiamato il Procuratore e aver fatto ridurre l'accusa di furto a violazione di domicilio (che non comporta la prigione bensì soltanto una multa), e si riappacificano.
- Guest star: Obba Babatundé (Daniel Sr.), Ryan Hurst (Terry), David Rees Snell (detective Burrows), JJ Nolan (Naomi), Farley Jackson (Mac), Tara Grammy (April), Terrence Hardy Jr. (Anthony), Kristin Carey (Maggie), Jessie Eggleston (Jaime), Jillian Peterson (Julia), Andy Umberger (giudice Walker), Troy Blendell (Young), Brian Maillard (Richard).
- Ascolti USA: telespettatori 4 190 000[29]
- Ascolti Italia: telespettatori 732 000 – share 3,3%[30]

## In arrivo
- Titolo originale: Incoming
- Diretto da: Oz Scott
- Scritto da: Michael Gemballa e Matthew T. Brown

### Trama
Street è a Miami (in una telefonata con Chris le fa capire che non fa che pensare a lei e vorrebbe che fosse lì con lui) per prelevare un detenuto, Peter Galloway, e scortarlo a Los Angeles, ma subito dopo il decollo l'aereo viene sequestrato dallo stesso Galloway grazie all'aiuto di due complici, che sparano allo U.S. Marshal, prendono in ostaggio i passeggeri e chiedono che la moglie di Peter sia rilasciata dal carcere californiano in cui è rinchiusa affinché loro due possano andarsene insieme. La SWAT viene informata dell'accaduto e hanno meno di cinque ore per elaborare un piano per salvare le persone a bordo e Street, predisponendo una simulazione per esercitarsi e cronometrare quanto tempo impiegano, esaminando la planimetria del velivolo per capire da quale punto penetrare all'interno. Chris prende la situazione sul personale perché si è resa conto di tenere molto a Street, e si arrabbia quando Tan impiega più tempo del previsto nella simulazione. Nel frattempo, Street crea un legame con l'assistente di volo e pianificano un modo per riprendere il controllo dell'aereo, che però non funziona e Street viene stordito da uno dei complici di Galloway con il taser. Deacon e Hicks si recano alla prigione a parlare con Beth, la moglie di Peter, sicuri che lei sia a conoscenza delle intenzioni del marito una volta sceso, ma lei non collabora. Street e la hostess si confidano: essendo sempre in viaggio, lei non riesce a sentirsi davvero a casa da nessuna parte, anche perché non ha nessuno che l'aspetta; Street, da parte sua, le rivela che lui qualcuno ce l'ha ma che sono in una situazione di stallo, che lui è stato molto paziente ma che forse non ne vale la pena; all'improvviso gli viene l'idea di servirsi della forcina per capelli della ragazza per liberarsi dalle manette. A terra, Chris fa un secondo tentativo con la moglie di Galloway, spiegandole che è altamente probabile che il marito venga ucciso appena l'aereo atterrerà (e che a bordo si trova anche una persona a cui lei tiene molto), allora la donna si convince a collaborare e svela loro il piano di Peter. All'atterraggio, Beth dà un segnale concordato, il marito esce dal portello e viene fermato, mentre il resto della squadra penetra all'interno e spara ai complici. I passeggeri sono salvi e lo U.S. Marshal viene soccorso. Street ringrazia l'assistente di volo per il coraggio dimostrato e la invita a mangiare un boccone sotto lo sguardo di Chris chiaramente gelosa. Nel corso dell'episodio, Luca parla con Nora Fowler, recluta con competenze mediche, riguardo a un problema di udito e lei spiega di non sentire da un orecchio a causa di un ordigno che le è esploso vicino quando era nell'Esercito, ma di poterlo gestire. Lui le ricorda che se non si soddisfano i rigidi standard medici della SWAT si viene sbattuti fuori, lei ribatte di non avere intenzione di lasciarsi condizionare la carriera da un problema del genere, ma successivamente svuota l'armadietto e sembra aver deciso di ritirarsi. Nichelle restituisce a Hondo la chiave di casa che lui le aveva dato quella mattina con la proposta di vivere stabilmente da lui, spiegandogli di aver saputo dal medico che ha basse probabilità di rimanere incinta e non vuole riprovare il dolore sperimentato per la mancata adozione, perciò non le sembra giusto che lui stia con lei se non può dargli dei figli; tuttavia lui la rassicura affermando che la non creazione di una famiglia non rappresenta per lui un motivo di rottura, perché la ama e il resto passa in secondo piano, e lei allora accetta. 
- Note. Nella messa in onda italiana, questo episodio, il 19, è andato in onda insieme al 17 (e non quindi il 18) per un errore di programmazione.
- Guest star: Rochelle Aytes (Nichelle), Norma Kuhling (Nora Fowler), Anna Enger Ritch (Zoe Powell), Adrian Paul (Peter Galloway), Eddie Martinez (Marshal Urbano), Diana Hopper (Katie), Kellen Moriarty (Fields), Erin Cummings (Beth Galloway), Leilani Smith (pilota Archer).
- Ascolti USA: telespettatori 3 880 000[31]
- Ascolti Italia: telespettatori 852 000 – share 4,70%[28]

## Dubbi
- Titolo originale: Quandary
- Diretto da: Stephanie Marquardt
- Scritto da: Sarah Alderson

### Trama
Due ragazzini, introducendosi illegalmente in una casa, permettono alla SWAT di scoprire che il proprietario, Sergio Molina, è un trafficante di armi e che ha appena concluso un affare; arrestato, conferma che le persone a cui ha venduto le armi hanno in programma qualcosa di grosso per quello stesso giorno, perciò gli agenti devono capire chi è l'obiettivo prima che l'attacco venga portato a termine. Alexis Cabrera è entusiasta di essere tra le reclute che hanno passato la selezione e sono quindi ufficialmente entrate nella SWAT, e Hicks la assegna alla Squadra-20 per sostituire Chris che si è presa il giorno libero, ma resta turbata dall'aver avuto nel mirino la ragazzina all'interno della casa del trafficante e aver rischiato di premere il grilletto. Si confida con Deacon dicendo che, se Hondo avesse dato l'ordine, lei avrebbe sparato, ma non sa come si sarebbe sentita dopo aver ucciso un'altra persona; che era consapevole che avrebbe dovuto affrontare questo genere di situazioni, ma colpire i bersagli al poligono è diverso, domandandogli come fa lui a gestirlo. Deacon risponde che lui ha la fede, ogni mattina si alza e prega di non dover togliere una vita, e le suggerisce di trovare un modo per scaricare la tensione. Alla chiusura del caso (dopo aver sventato l'attacco contro la governatrice della California), vedendola tirare al sacco da boxe, osserva che quello va bene per il corpo, ma le serve anche qualcosa per elaborare il carico del lavoro a livello mentale, consigliandole di parlarne con la dottoressa Wendy Hughes, la psicologa della SWAT; inoltre, la porta con sé alla chiesa che frequenta per farle conoscere il suo pastore. Luca ha in programma di uscire con una donna e dato che questa porterà con sé un'amica, Darcy, pretende che Street si unisca a loro perché vuole farlo rientrare nel giro degli appuntamenti; nel corso dell'episodio continua a ripetere quanto lei e il collega siano compatibili e quanto si divertiranno quel weekend, tuttavia Street replica di non essere interessato ad avere una storia. Allora Luca intuisce che il motivo per cui quest'ultimo rifiuta ogni donna che gli si propone è perché forse è già innamorato di una in particolare, indovinando che si tratta di Chris. Street nega, ma poi lo ammette. Luca rivela di saperlo da mesi, e che stava aspettando che fosse lui a parlargliene; gli domanda se il sentimento è reciproco; Street risponde che all'inizio lo era, ma che poi Chris lo ha allontanato, aggiungendo che è complicato in quanto lavorano insieme. Luca afferma che devono cercare un modo per farla funzionare perché, se lui stesso avesse trovato qualcuna così perfetta come Chris lo è per Street, probabilmente non sarebbe ancora scapolo. Rassicurato dalle parole del collega, alla fine dell'episodio, Street incrocia Chris all'esterno del Quartier Generale: lei lo informa di aver dato le dimissioni dalla SWAT per occuparsi a tempo pieno del rifugio di Mama Pina, infatti si era presa il giorno libero per andare a trovarla in ospedale venendo a sapere che sta morendo di cancro; la donna aveva espresso preoccupazione per le ragazze ospitate non volendo lasciarle da sole e aveva pregato Chris di cercare altre possibili sistemazioni; quest'ultima ha infine deciso di parlare con Hondo della volontà di aiutarle lei stessa avendo compreso che Mama Pina non dà loro soltanto un rifugio, bensì anche una speranza; aggiunge però di essere combattuta poiché ama la SWAT ed è sempre stara la sua casa. Hondo la rincuora spiegandole che sì, senza di lei non sarà lo stesso, ma lascia un'eredità di cui andare fieri, e nessuno potrebbe gestire il rifugio meglio di lei. Street è confuso dalla notizia perché non immaginava che lei ci stesse pensando, osservando come la sua decisione sia giunta al momento giusto: mancherà a tutti, ma se non lavoreranno più insieme allora loro due possono essere finalmente una coppia, si meritano una chance. Chris però si tira nuovamente indietro, dicendo che non crede che per loro ci sarà un futuro, lui non è più propenso ad aspettarla e se ne va, lasciandola in lacrime. 
- Guest star: Brigitte Kali Canales (Alexis Cabrera), Terri Hoyos (Mama Pina), Kyle Hatley (Tom Byrd), Gregory Scott Cummins (Elliot Byrd), Jennifer Say Gan (Governatrice della California), Hugh Holub (pastore Jack), Jeffrey Vincent Parise (Sergio Molina), Lexi Simonsen (Carly), Denny McAuliffe (Rafe), Vana Kim Hansen (Mariko), Monica Bhatnagar (Pam).
- Ascolti USA: telespettatori 4 080 000[32]
- Ascolti Italia: telespettatori 693 000 – share 3,40%[30]

## Lo zodiaco
- Titolo originale: Zodiac
- Diretto da: Cherie Dvorak
- Scritto da: Kent Rotherham e Mellori Velasquez

### Trama
Oligarchi cinesi assoldano degli spietati killer per irrompere in una casa minacciando la famiglia che vi abita e recuperare tre statuine di 600 anni appartenenti alla dinastia Ming, del valore di 30 milioni di dollari dollari ciascuna e raffiguranti una serie dello Zodiaco, che vogliono riportare in patria. Della famiglia resta viva solo Caitlin, la figlia più piccola, trovata nascosta e spaventata in una stanza da Hondo e Tan. La squadra scopre che il padre ha venduto i reperti perché aveva bisogno di soldi, quindi devono rintracciare gli acquirenti in quanto potrebbero essere in pericolo, oltre che fermare i sicari; inoltre, salta fuori che le statuine sono false e quelle vere vengono rinvenute da Tan avvolte in un panno e riposte all'interno di un mobile nella camera della ragazzina. Leroy si rivolge a Hondo dopo che Becca, la figlia di un suo amico, finisce in ospedale in coma per overdose; Hondo informa il Detective Alex Rios, il quale ipotizza che Saint abbia intrapreso un nuovo traffico, di una pillola stimolante chiamata "Notte Folle" che attacca il sistema nervoso con danni irreversibili. Leroy è irritato dal fatto che la Polizia non si stia, secondo lui, impegnando a sufficienza, Hondo gli spiega che non può ancora arrestare Saint non avendo prove; allora Leroy si offre come informatore ma l'incontro con un presunto socio di Saint non va a buon fine. Hondo si reca da quest'ultimo facendogli capire che appena commetterà un errore lui lo fermerà definitivamente; fortunatamente Becca si sveglia e Leroy fa sapere a Hondo che si rimetterà; Caitlin viene affidata alla nonna. Il rapporto tra Chris e Street è teso dopo l'ennesima rinuncia di lei ad avere una storia sentimentale ora che lascerà la SWAT: lui è freddo e la allontana, ricominciando a uscire con altre donne. I colleghi notano la tensione tra loro, in particolare Luca, che la affronta rivelando di aver parlato con Street e di essere a conoscenza dei sentimenti reciproci della coppia; lei tuttavia non apprezza l'intromissione e gli dice di non impicciarsi. Successivamente, mentre sono all'inseguimento dei sicari, Street viene colpito e, sebbene venga protetto dal giubbotto antiproiettile, per un brevissimo istante Chris lo crede morto, e ciò le fa rivalutare le proprie intenzioni. Alla fine dell'episodio, lei si presenta a casa sua riconoscendo di aver giocato con le sue emozioni e che le dispiace, ma se potessero riprovarci lei sarebbe felice, ammettendo anche di essere innamorata di lui. Lui ricambia e finalmente si lasciano travolgere dalla passione.
- Guest star: Michael Beach (Leroy), Lombardo Boyar (detective Rios), Carl Lumbly (Saint), Anne Leighton (Claire Weaver), Steele Stebbins (Adam Weaver), Clark Moore (Rick Weaver), Samantha Svensson Riggs (Caitlin Weaver), Pasha Lynchnikoff (Maxim), Joshua Nazaroff (Ivan), Victoria Washington (Tutor), Staci Lynn Fletcher (Mary), Lilli Birdsell (Jane), TK Richardson (Damone), Gigi Bermingham (nonna).
- Ascolti USA: telespettatori 4 090 000[33]
- Ascolti Italia: telespettatori 848 000 – share 4,40%[34]

## Per sempre
- Titolo originale: Farewell
- Diretto da: Billy Gierhart
- Scritto da: Andrew Dettmann e J. Stone Alston

### Trama
Un uomo sequestra il laboratorio di chimica di un college di Los Angeles, costringendo gli studenti presenti, sotto minaccia di una pistola, a fabbricare una bomba che potrebbe uccidere migliaia di persone. Viene identificato come Joseph Reid, licenziato dopo un'udienza disciplinare, che intende creare anche del gas nervino il cui ultimo componente può essere portato via da un ospedale. I filmati di sicurezza mostrano che è stato aiutato nel furto dal coinquilino, e la squadra deduce che deve avere degli altri complici; scoprono che la famiglia di Reid è stata uccisa dai talebani in Afghanistan per aver affiancato gli americani come interpreti; oltre al fatto che lui stesso è stato espulso dal dottorato non appena i suoi voti hanno iniziato a calare, quindi ha molte ragioni per avercela con gli Stati Uniti. I suoi complici non sono altro che uomini con idee simili, che hanno perso persone care in Afghanistan e provano rabbia per il ritiro delle truppe americane dal Paese. La SWAT è in grado di sventare un attacco terroristico con il gas nervino sulla nave Queen Victoria, dove si sta svolgendo un evento aperto al pubblico e dove per caso si trova anche Nichelle (che ha accompagnato una classe di liceo a vedere una mostra lì allestita). Non riuscendo a mettersi in contatto con lei, Hondo chiama il padre, il quale credendo Nichelle in pericolo si lascia sfuggire che è incinta (ha trovato un test di gravidanza mentre svuotava gli scatoloni quella mattina, dato che lei si trasferirà da Hondo, e lei gli aveva fatto promettere di non dirlo). Nel tentativo di chiudere la valvola di una cisterna e impedire al gas di diffondersi nell'aria all'interno della nave, Luca ne viene esposto ma fortunatamente Hondo gli somministra in tempo l'antidoto. Nel corso dell'episodio, Chris, che è al suo ultimo giorno di lavoro alla SWAT, fa a ciascun collega un regalo d'addio: a Deacon una effigie di San Giuda Taddeo, il patrono delle cause perse, spiegando che vedere quanto per lui è importante la fede le è stato di ispirazione, e spera di essere all'altezza di gestire il rifugio per donne; a Tan un paio di guantoni da boxe, simbolo di come si è occupato di lei dopo la morte di Erika, facendole sfogare la rabbia in un modo più sano dell'alcol; al Comandante Hicks consegna pistola e distintivo, e lui le dice che l'eredità che lei ha costruito resterà per sempre; a Luca dà il bigliettino trovato nel biscotto della fortuna del ristorante cinese in cui andarono insieme il suo primo giorno, dieci anni prima; a Hondo il modellino della nave da crociera in ricordo di un suo consiglio quando lavorarono al caso del dirottamento della stessa; il regalo di Street naturalmente è che ora sono una coppia. Nell'ultima scena la Squadra - 20 è riunita in un locale per festeggiare Chris, raccontando aneddoti su di lei e brindando; Hondo propone a Luca di essere il padrino del figlio che avrà con Nichelle e, nel discorso che chiude la stagione, osserva che molte persone parlano di eredità, poche la lasciano davvero: Chris è una di queste, loro saranno sempre la sua famiglia poiché questo non è un addio, bensì un "per sempre".
- Note. Questo episodio segna l'ultima apparizione, nella serie, dell'attrice Lina Esco nel ruolo di Chris Alonso, che in una dichiarazione postata subito dopo la messa in onda americana ha definito la decisione di lasciare la serie una delle più difficili che abbia dovuto prendere, spiegando il motivo nella volontà di perseguire nuove opportunità creative e di essere eccitata di uscire dalla comfort zone e iniziare un nuovo capitolo. Ha ringraziato i fan, il cuore dello show, per il loro supporto e per averla accompagnata per tutto il viaggio di Chris. Anche gli showrunner della serie hanno emesso una dichiarazione per ringraziare l'attrice e augurarle il meglio per qualunque cosa vorrà intraprendere dopo.[senza fonte]
- Guest star: Obba Babatundé (Daniel), Rochelle Aytes (Nichelle), Michael Marc Friedman (Becker), Artin John Tsambazis (Joseph), Tess Aubert (Kara), Christian Hutcherson (Mark), Rumman Ariff (Mateen), Sumar Henderson (Jacqueline), Paul Schackman (professore Winter), Joey Luthman (Rick), Sarah Chaney (Slater), Ludwig Manukian (Taimur).
- Ascolti USA: telespettatori 3 360 000[35]
- Ascolti Italia: telespettatori 825 000 – share 4,90%[34]